# Дробовик

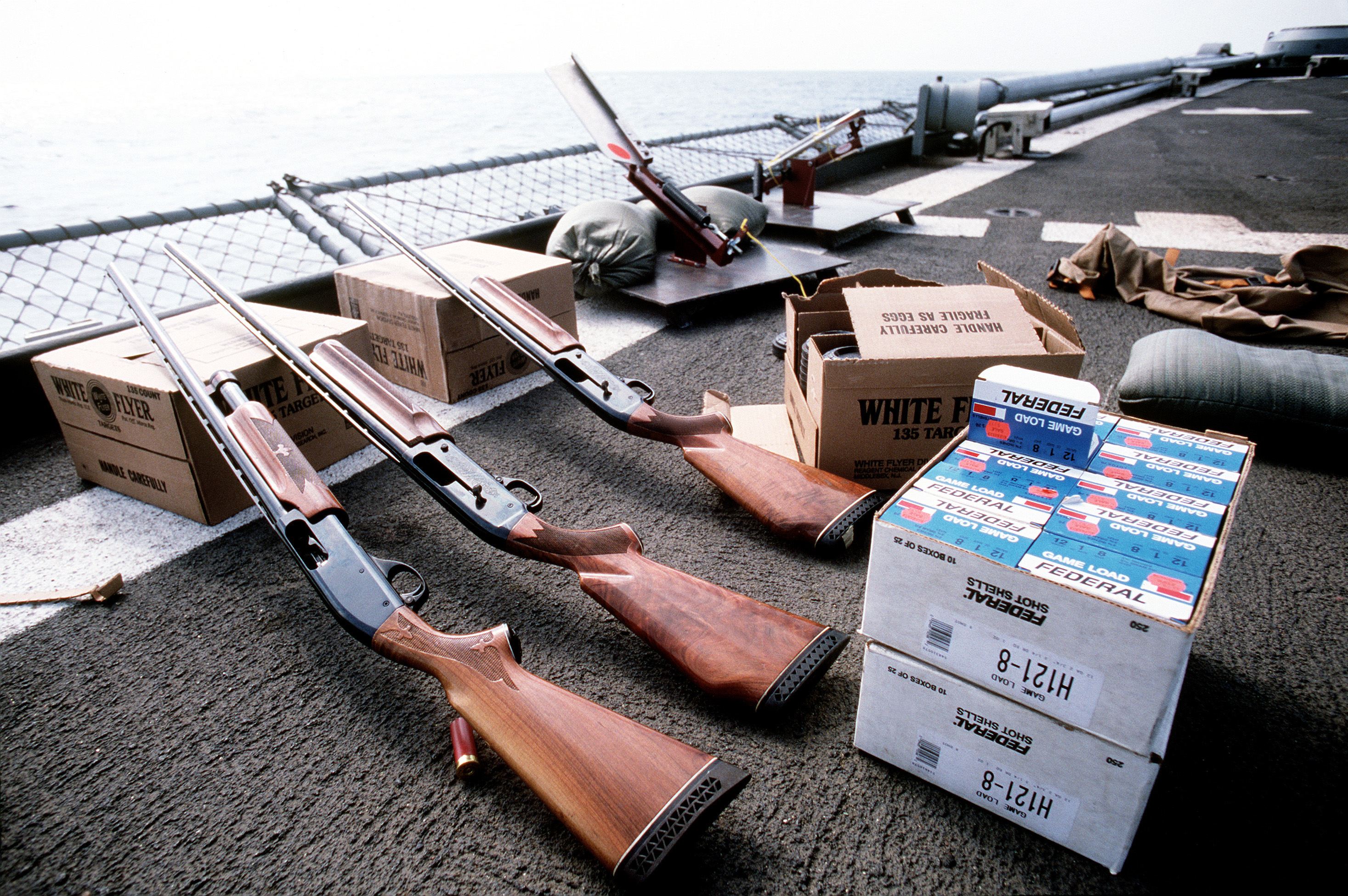
Remington 870 и две модели Remington 1100.

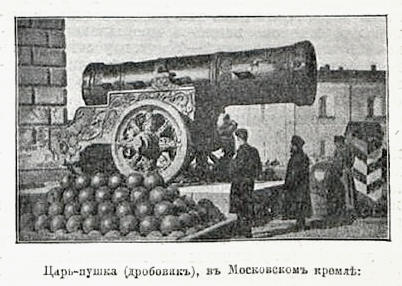
Царь-пушка (Дробовик) в Московском кремле, рисунок к статье «Дробовик», Военная энциклопедия Сытина, Санкт-Петербург, 1911 — 1915 годов.

Дробови́к, Охо́тничье ружьё, Дробово́е ружьё — гладкоствольное огнестрельное оружие, использующее энергию фиксированного снаряда для стрельбы некоторым количеством небольших круглых шариков (дробью) либо пулями. 
Дробовик или ружьё гладкоствольное — оружие, как правило, предназначенное для стрельбы с плеча. Дробовики могут быть самых разных калибров: от 5,5 миллиметров (0,22 дюйма) до 5 сантиметров (2 дюйма). Встречаются различные механизмы дробовиков, в том числе одноствольные, с двумя и более стволами; помповые, рычажные, самозарядные, есть даже полностью автоматические варианты. Также «Дробовик» одно из прежних названий гаубиц на Руси (в России), появившихся в XVI столетии, применялась для прицельной стрельбы так называемым дробом (мелкими камнями, каменною картечью, осколками и обрезками железа), например Царь-пушка. А ружьё, короткий, широкодульный дробовик в разных краях (странах) России назывался Ту́рка, Ту́чка.

## История
В России, в XVII столетии, употреблялись старинной конструкции орудия, и стреляли из них исключительно картечью, имевшие название Басы, дробовики или дробовые пушки. Дробовые пушки использовались армейским флотом, например ими были вооружены суда Азовского флота, построенные кумпанствами в Воронеже, в 1697 — 1700 годы, и армейской артиллерией, например при осаде Кексгольма.
Дробовики, как правило, — гладкоствольное оружие. Предшествующее гладкоствольное оружие, такое как мушкет и мушкетон, позже фузея, широко использовалось войсками в XVIII веке. Прямой предок ружья — мушкет, мог быть также использован в различных целях: от самообороны до борьбы с беспорядками. Он часто использовался кавалерийскими войсками из-за его небольших размеров и простоты использования, а также из-за его существенной боевой мощи. Однако в XIX веке это оружие было в значительной степени заменено нарезным оружием, которое оказалось более точным и эффективным на дальних дистанциях. Военное назначение дробовика вновь было возобновлено в Первой Мировой войне, когда американские войска использовали помповые дробовики 12 калибра для стрельбы на небольших дистанциях в траншейных схватках. С тех пор дробовик использовался в определенных ситуациях гражданскими, правоохранительными органами и в военных целях.
Сила выстрела из дробовика распространяется на всю дробь, вследствие чего энергия выстрела является довольно низкой. Низкая кучность выстрела делает дробовик полезным, прежде всего для охоты на птиц и на других некрупных животных. В военных или правоохранительных целях, дробь делает дробовик полезным и для ближнего боя и как оборонительное оружие. В спортивной стрельбе дробовик также используется для стрельбы по мишеням.